# Ben Pearson
Benjamin David „Ben” Pearson (ur. 4 stycznia 1995 w Oldham) – angielski piłkarz grający w angielskim klubie Stoke City. Występuje na pozycji środkowego pomocnika.

## Kariera klubowa
Ben Pearson urodził się w angielskiej miejscowości Oldham. Swoją historię z piłką rozpoczął w wieku 9 lat wstępując do akademii Manchesteru United. W sezonie 2014/2015 został zgłoszony do rozgrywek, lecz nie zadebiutował w barwach Czerwonych Diabłów. W tym samym sezonie został wypożyczony do Barnsley występującego w Football League One. Został tam wypożyczony także w sezonie 2015/2016 na pół roku. 11 stycznia 2016 odszedł z Manchesteru United i przeszedł do Preston North End grającego w Championship. W 2021 przeszedł do Bournemouth. W 2023 został wypożyczony do Stoke City, a następnie przeszedł na stałe do tego klubu.